# Басилова, Елена Николаевна
Еле́на Никола́евна Баси́лова (28 июля 1943, Москва — 30 августа 2018, Москва), более известная как Алёна Басилова — советская и российская поэтесса. Была одним из основателей СМОГа (единственного неофициального литературного объединения в СССР); её квартира являлась одним из центров интеллектуальной жизни Москвы 1960-х годов.

## Биография
Родилась в семье театрального режиссёра и композитора Николая Александровича Басилова, помощника Мейерхольда. Мать — колоратурное сопрано, звезда советской оперетты, драматург и поэтесса Алла Рустайкис, её отец, актёр и режиссёр Александр Рустайкис, в молодые годы был ведущим актёром МХТ. Бабушка по материнской линии, пианистка Ида Яковлевна Хвасс, и её сестра, художница и врач-инфекционист Алиса Хвасс (Ида Хвасс, в 1917 году позировавшая Александру Осмёркину для картины «Дама с лорнеткой», умерла рано, и воспитанием Алёны Басиловой занималась Алиса, заменив ей бабушку), приходились родственницами Лили и Элле Каган, в замужестве Лиле Брик и Эльзе Триоле, и Осипу Мандельштаму (прабабушка со стороны матери — Вильгельмина Исааковна Мандельштам). У них жили первое время после переезда в Москву из Киева Осмёркин и Александр Вертинский, часто бывал Борис Пастернак, родившийся в соседнем доме. Некоторые из стихотворений Владимира Маяковского были написаны поэтом за ломберным столом в квартире у Иды Яковлевны. Именно здесь в 1913 году Маяковский познакомился с Эллой Каган, которая представила его сестре, бывшей уже замужем за Бриком. Более полувека спустя в том же старинном доме Алёна Басилова создала «самый крутой литературно-философско-диссидентский салон», где «ежедневно собирались десятки лучших людей Москвы».

### Салон
Без Алёны Басиловой Москва 60—70-х была бы, боюсь, неполна. Дом её стоял прямо посередине Садового Кольца примерно напротив Эрмитажа, рядом был зелёный сквер. Теперь ни этого дома, ни сквера давно нет… А когда-то с раннего утра или посредине ночи мы кричали с улицы (она жила на третьем этаже): — Алёна!!! — и соседи, как понимаете, были в восторге.
В её просторной старомосковской квартире кто только не перебывал, стихи там читали постоянно. Помню кресло в стиле Александра Третьего, вырезанное из дерева, как бы очень русское: вместо ручек топоры, на сиденье — деревянная рукавица. Здесь зачинался и придумывался СМОГ в пору, когда Алёна была женой Лёни Губанова. Здесь пили чаи и Андрей Битов, и Елизавета Мнацаканова — такие разные личности в искусстве. Мне нравилось смотреть, как Алёна читает свои стихи: она их буквально выплясывала, оттого у стихов её такой плясовой ритм. Очень сама по себе и совершенно московская Алёна Басилова.
— Генрих Сапгир
Семья Алёны Басиловой проживала в доме на углу улиц Каретный Ряд и Садовая-Каретная, по адресу Оружейный переулок, дом 1/34, квартира 34, занимая две 25-метровых комнаты. (В третью комнату бывшая домработница, получив прописку от хозяев, прописала также своего мужа, таким образом отдельная квартира в 1930-е годы превратилась в коммунальную.) Дом не сохранился — весь квартал был снесён в рамках подготовки к Олимпиаде-80, в результате от Оружейного переулка уцелела лишь чётная сторона.
В начале 1960-х годов Басилова стала завсегдатаем поэтических чтений на площади Маяковского, которые стихийно возникли после открытия памятника поэту в 1958 году и вскоре приобрели характер культурной и политической фронды. Басилова, приходившая на площадь кормить голубей чёрствым хлебом, оказалась в эпицентре этого неформального движения. Ближе к ночи (чтения стихов и уличные дискуссии у памятника, как правило, происходили вечерами по выходным) наиболее активные участники «советского Гайд-парка» перемещались в «салоны» — квартиры или комнаты друзей, живущих поблизости, где общение в кругу единомышленников продолжалось до утра.
Такие встречи происходили регулярно и после разгона Маяковских чтений в 1961 году. В этой убогой обстановке возрождалась культура салонного общения, уничтоженная в период сталинских репрессий. Квартиру Басиловой, где благодаря связям старших членов семьи не прерывались традиции Серебряного века, начали постоянно посещать завсегдатаи площади, прозвавшие её «Маяковкой-2». Среди них были Юрий Галансков, Владимир Ковшин (Вишняков), Николай Котрелёв, Владимир Буковский, Михаил Каплан, Анатолий Щукин. Личное знакомство Алёны Басиловой с диссидентами, читавшими стихи у памятника, началось с того, что она вступилась за автора антисоветского «Человеческого манифеста» Юрия Галанскова, схваченного людьми в штатском. Увидев, как его бьют по лицу и выкручивают ему руки, она заступилась за него, была задержана и доставлена вместе с ним в штаб оперативного комсомольского отряда (ОКО), где стала свидетелем жестокого избиения и издевательств над молодым поэтом. У неё дома беседовали в основном о литературе и искусстве. Общественные темы затрагивались лишь изредка: «меня больше интересовало искусство, и они это понимали. Даже Володя Буковский в моём доме редко рассуждал о политике. Он читал свои рассказы <…> Так длилось года два-три, а потом в моей жизни появился Лёня, начался смогизм, и ребята с „Маяковки“ как-то постепенно рассеялись. Кое с кем, конечно, и потом встречалась, но уже гораздо реже». Позднее Буковский и Каплан стали «почётными членами» СМОГа.
В середине 1960-х годов Алёна Басилова начала писать стихи, вместе с Леонидом Губановым, Владимиром Алейниковым, Владимиром Батшевым и несколькими другими молодыми поэтами стала одним из организаторов СМОГа — единственного неформального литературно-художественного объединения в послевоенном СССР.
Слава СМОГа распространилась с невероятной быстротой. Всего через четыре дня после того, как Губанов повесил объявление об основании СМОГа с домашним телефоном Басиловой в курилке Всесоюзной библиотеки имени Ленина, ей позвонил из Парижа с поздравлениями Александр Керенский.
Контуры объединения наметились к концу 1964 года. «Новое литературное течение уже просматривалось, но имени не имело, — вспоминал Генрих Сапгир. — Надо было его срочно придумать. Помню, сидели мы у Алёны Басиловой, которая стала потом женой Губанова, и придумывали название новому течению. Придумал сам Губанов: СМОГ. Самое Молодое Общество Гениев, Сила, Мысль, Образ, Глубина, и ещё здесь присутствовал смог, поднимающийся с Садового Кольца нам в окна».
Среди известных людей, посещавших дом Басиловой, были поэты Андрей Вознесенский, Иосиф Бродский, Семён Липкин, все члены «Лианозовской группы» (Евгений Кропивницкий, Генрих Сапгир, Игорь Холин и др.), советские барды Владимир Высоцкий и Булат Окуджава, литераторы Андрей Битов, Юз Алешковский, Игорь Губерман и Эдуард Лимонов, подруга Валерия Брюсова Аделина Адалис и дочь Марины Цветаевой Ариадна Эфрон, художники Анатолий Зверев, Дмитрий Краснопевцев, Оскар Рабин, Анатолий Брусиловский, скульптор Эрнст Неизвестный, композиторы Николай Каретников, Альфред Шнитке, София Губайдулина, театральные режиссеры Пётр Фоменко и Галина Волчек, режиссер, художник и теоретик театра Борис Понизовский, артисты театра и кино Марианна и Анастасия Вертинские, Евгений Евстигнеев, Олег Табаков, Сергей Юрский, Людмила Гурченко, Зоя Фёдорова, коллекционеры Георгий Костаки, Леонид Талочкин, Нина и Эдмунд Стивенс, а также Аркадий Райкин (отчим Алены Басиловой Арон Закс ставил его спектакли), Сергей и Никита Михалковы, семья архитектора Шехтеля, академик Д. С. Лихачёв, читавший вместе с Аленой Басиловой стихи Мандельштама, и друг детства Сергей Каузов с Кристиной Онассис.
В 1969 году в квартире Алёны Басиловой была сделана магнитофонная запись выступления Булата Окуджавы.
Даже наименее доброжелательные авторы воспоминаний отмечают красоту хозяйки, её вкус и умение одеваться: «Библейское лицо. Глаза с поволокой. Зовёт в бездну» — описывает первое впечатление от встречи с ней художник и литератор Валентин Воробьев. Эдуард Лимонов в «Книге мёртвых» отзывается о Губанове с демонстративным пренебрежением, но проговаривается, что воспринимал его отношения с Басиловой как некий идеальный образец — «Поэт андеграунда встречается с модной красоткой из светского общества»:

В стиле 60-х годов, в мини-юбках, длинноногая, длинноволосая, в высоких сапогах, с чёрным пуделем. В России такие девочки были тогда жуткая редкость. Зато они встречались в западных журналах, где обычно стояли рядом со знаменитыми людьми. <…> Я бывал у Алёны в её (она шла в ногу со временем, жила если не по Гринвичу, то по Сан-Франциско) комнате, где стены были окрашены в чёрный и чернильный цвета, пахло жжёными палочками, на низких матрасах лежали домашние —крашеные — покрывала в хиппи-стиле и такие же подушки. <…> В общем, вполне Сан-Франциско, Ашбери-Хайтс, того же времени.
— Эдуард Лимонов
К персональному стилю хозяйки, который произвёл на него неизгладимое впечатление, Лимонов возвращается в статье для российского Vogue: «Алёну можно по праву назвать первой советской хиппи» (настоящий автор этих слов — американский посол в СССР, они были произнесены, когда Басилова пришла на прием по случаю Дня независимости в посольстве США в Спасопесковском переулке босиком и в длинном замшевом платье).
Само пространство квартиры, «которую знали в шестидесятых все писатели и поэты, художники, барды, учёные, переводчики, просто люди колоритные, вся богема», где происходило практически круглосуточное общение, в воспоминаниях разных авторов расплывается, меняет размеры, планировку и стиль. Если у Лимонова она предстаёт набором модных интерьерных фетишей 60-х, то одному из основателей СМОГа Владимиру Алейникову квартира Алены запомнилась запущенной советской коммуналкой, полной антиквариата — он приводит много убедительных внешне, но вымышленных подробностей, от вырезки из журнала с фамилией Басиловой, висевшей рядом с отдельным звонком на входной двери, и заканчивая флаконом из-под духов Chanel, якобы выпитых Андреем Вознесенским.
В 1970 году, после репрессий, обрушившихся на смогистов, разгрома их объединения, перенесённого опыта клинической смерти (перитонит) и развода с Губановым, Алёна Басилова переехала в «Дом на набережной». В последующие годы она по-прежнему поддерживала многочисленные знакомства с интересными людьми в литературных, художественных и дипломатических кругах, но её салон, как его называли современники (она сама возражала против такого определения, считая его вульгарным и фальшивым), навсегда прекратил своё существование.

### Личная жизнь
В 1965 году Алена Басилова стала первой официальной женой Леонида Губанова (1946—1983). «Губанов был чудовищно талантлив, недаром есть мнение, что он — лучший русский поэт второй половины XX века, — отмечал Юрий Мамлеев в предисловии к посмертному сборнику. — Его поэзия абсолютно самобытна и неповторима. Он первичен. Он создал собственный уникальный поэтический мир». Страдавший врожденным пороком сердца, при этом сильно пьющий, затравленный официозной критикой, КГБ и карательной психиатрией, Губанов умрёт при невыясненных обстоятельствах в возрасте 37 лет. Не считая одного короткого стихотворения, опубликованного в 1964 году в журнале «Юность» и смонтированного редакцией из трёх фрагментов его поэмы «Полина» (скромная публикация немедленно навлекла на её автора всю репрессивную мощь советского идеологического аппарата: «Эти двенадцать строк вызвали дюжину возмущенных, плюющих ядом фельетонов в дюжине московских изданий, от „Крокодила“ до „Комсомолки“, — почти что по одному отзыву на всякую строку»), зрелые стихи Леонида Губанова никогда не публиковались на родине при его жизни. В том же 1964 году Губанова привёл в гости к Алёне общий приятель, поэт Александр Юдахин. Одновременно он представил ей Владимира Алейникова, вспоминающего об их первой встрече:

Алёна была — красивой. По Хлебникову: как мавка. По-врубелевски: таинственной. По-восточному: смоль с молоком. Бледное, чистое, нежное, тревожное, непреложное — пророчица, вестница, львица? — пронзительное лицо. Длинные чёрные волосы. Густые. Горечь и ночь. Светлые, цвета блёклой незабудки, с искоркой шалой, с поволокой хрустальной, глаза. Белые, гибкие руки. Музыкальные, длинные пальцы. Тонкие губы, с улыбкой, леонардовской, тихой, магической. Точёные, стройные ножки в стоптанных маленьких туфельках. Обаяние редкое. Шарм! А голос её, хрипловатый, словно слегка надтреснутый, то, нежданно для всех, понижающийся до волшебного полушёпота, то, внезапно, вдруг, возрастающий, обретающий смело высокие, выше птичьих трелей, тона! И так она просто держится! И так мила и приветлива! Настоящее чудо. <…> Молодая хозяйка, прекрасная, в красоте своей огнеопасная, знаменитейшего в Москве, лучше всех остальных, салона. Собеседница — навсегда. Чаровница. Денница. Звезда. Немудрено, что всё это глубоко поразило Губанова. Удивительно и другое. Алёна — с первого взгляда, сразу, влюбилась в Лёню. И тут же, в день первой же встречи, начался их роман, о котором вскоре заговорили все. Губанов тоже, конечно, впечатлившись, влюбился в Алёну. Однако не сразу. Или, скорее всего, из упрямства, просто сделал вид, что не сразу. Поначалу он — дал ей возможность не на шутку влюбиться в себя. Позволил влюбиться в гения. И разгорелась у них такая любовь, что впору об этом когда-нибудь отдельную книгу писать.

Леонид Губанов сразу написал стихотворение в её честь («Я провожаю волосы»). Он будет приходить к Алёне каждый вечер, а вскоре переедет жить к ней. В 1966 году они поженятся. Их отношения будут сопровождаться бурным поэтическим диалогом, то и дело переходившим в поэтическую дуэль. В реальной жизни он благоговел перед своей женой, но, давая выход чувствам, жестоко расправлялся с ней в своей лирике. Она платила ему тем же: Губанову было посвящено язвительное стихотворение Басиловой, начинавшееся словами «Ах, рога, рога, рога // Вышла замуж за врага». В то же время их чувство в поэзии достигает исключительной высоты и искренности. Между ними возникает постоянное напряжение из-за его свиты — ясновидящий в своём творчестве и чистый душой, в повседневной жизни Леонид Губанов отличался бесхарактерностью, был по-детски доверчив и падок на лесть, легко поддавался чужим влияниям, и Алёна не без оснований считала, что товарищи по СМОГу его спаивают, а поклонницы стремятся затащить в постель. Другим болезненным вопросом была политика. Алёна Басилова была убеждена, что большая поэзия и политическая деятельность несовместимы: «За нас взялись основательно после суда над Синявским и Даниэлем, когда часть „смогистов“ вышла на демонстрацию в их защиту. После этой демонстрации и начались посадки. Я же всегда считала и до сих пор считаю, что те, кто занимается политикой, написать хороших стихов не смогут». В итоге она потребовала выбирать между ней и СМОГом, Губанов обещал прекратить все контакты со смогистами, но не сдержал слова, это и стало непосредственной причиной, по которой она заставила его уйти. В течение двух лет Губанов отказывался давать ей развод и до конца своих дней продолжал посвящать ей свои стихи.

В шестидесятые к нему липли разбитные, загульные девки, которых он постоянно за собой таскал. Они не сводили с него сумасшедше поблескивающих глаз. Месил он круто, по-есенински сжигая себя в кутежах. Ему везло: по нему сходили с ума. Но, как и всем истинным поэтам, женщины были нужны ему лишь как темы, как эпистолярное наследие. В конце концов все они исчезли, не оставив после себя ни праха, ни воспоминаний. И только одна Алёна Басилова обладает правом претендовать на шрам в его отпылавшем сердце. Это был молниеносный, но так сладко отравивший его альянс двух лирических душ, это была дань культуре московского салона, в рамках которой удержаться его необузданной стихии было, конечно, немыслимо.
— Игорь Дудинский, составитель первого посмертного сборника поэзии Леонида Губанова «Ангел в снегу» (Мюнхен, 1989; Москва, 1994)

Отношения Губанова и Басиловой в браке и вне брака продолжались около 10 лет. Вторым мужем Алёны Басиловой станет гражданин Португалии Антонио Жозе Кортеш Силурико Драго, оставивший Сорбонну после студенческих волнений 1968 года, чтобы поступить во ВГИК на режиссерский факультет. Первый год он должен был учить русский язык, но поскольку на тот момент уже владел 11 языками, на это ему понадобилось несколько месяцев. Знакомая привела его в гости к Алёне вскоре после его приезда в Москву. Разведясь с Губановым, Алёна выйдет за него, но четыре года спустя после первой встречи они расстались. (Во время поездки Алёны Басиловой в Париж в середине 70-х Антонио предлагал ей вернуться к нему и остаться жить во Франции, но она отказала.) Информация о том, что её вторым мужем был Стас Намин, распространённая в литературе, не соответствует действительности (хотя роман с ним имел место) — Алёна не разводилась с Антонио и осталась его женой до самой смерти.

### Дело Гинзбурга и Галанскова
В 1968 году Алёна Басилова стала свидетелем защиты Александра Гинзбурга и Юрия Галанскова, приговорённых к 5 и 7 годам лишения свободы на известном процессе, который привёл к консолидации правозащитного движения в СССР (тогда же были осуждёны Вера Лашкова за то, что перепечатывала антисоветские материалы двух главных обвиняемых на пишущей машинке, и, в рамках отдельного дела, члены СМОГа Владимир Буковский, Евгений Кушев и Вадим Делоне за участие в демонстрации протеста против ареста Галанскова, Гинзбурга и их друзей).
Вызванная на допрос в КГБ, Алёна Басилова отказалась подписывать протокол и давать подписку о неразглашении тайны следствия. За Алёной и её мужем было установлено наружное наблюдение. В целях психологического давления оно велось открыто — в течение десяти дней за ними медленно ездили по улице чёрные «Волги», что вызывало у Губанова сильнейшую депрессию. Леонид Губанов, стоявший на психиатрическом учёте с подложным диагнозом «вялотекущая шизофрения (под вопросом)», был принудительно помещён в Институт психиатрии АМН СССР и подвергся пыткам у изобретателя этой несуществующей болезни профессора А. В. Снежневского. Следователь КГБ снимал показания с «пациента» под т. н. аминазиновыми шоками (из организма резко выводится весь сахар, затем его вводят обратно через кровь с помощью капельницы).
Басиловой грозила высылка из Москвы за тунеядство, но К. И. Чуковский написал справку, заверил её в Литфонде и предоставил в милицию, в которой было сказано, что Басилова помогала ему в работе над собранием сочинений.
Алёна Басилова была одним из свидетелей, выступивших в защиту обвиняемых, невзирая на запугивание и угрозы в свой адрес. Сам политический процесс выглядел как зловещий спектакль: её ввели под руки двое военных, все её слова заглушались грубым хохотом специально подобранной публики, заполнявшей зал (заседание формально считалось открытым), в нарушение закона свидетелям со стороны защиты не позволяли оставаться в зале после дачи показаний. «Уже дома я расплакалась. Я узнала что-то невыносимо страшное про жизнь». Вопреки заявлению Аленой Басиловой о том, что сотрудники КГБ доводили ее мужа до невменяемого состояния и допрашивали в больнице, а также ходатайству адвоката, основанному на справке из психоневрологического диспансера, приобщённой к делу, в обвинительном приговоре содержалась ссылка на показания Губанова как единственное доказательство вины Гинзбурга по одному из эпизодов (связи с иностранцами). Сам Губанов был настолько измучен, что использовать его в качестве свидетеля в зале суда не представлялось возможным.

## Творчество
В мемуарной и критической литературе широко распространено мнение, что СМОГ был скорее клубом по интересам, юношеским этапом биографии, который объединяет многих известных русских писателей, поэтов, журналистов, правозащитников. Подобную точку зрения разделяют и бывшие смогисты, в частности, Юрий Кублановский. Тем не менее, есть основания говорить о смогизме как стилистическом течении русской поэзии. Младший современник и друг Губанова Леонид Колганов в своей статье «Предсмогизм, смогизм, постсмогизм (Памяти Леонида Губанова)» настаивает на филогенетической связи имажинизма и смогизма. Через имажинизм и «крестьянскую поэзию» Есенина и Клюева проходит линия поэтического родства смогистов с песенным фольклором и древнерусской литературой, её главным шедевром — «Словом о полку Игореве». Смогизм унаследовал от имажинизма его главное поэтическое орудие — метафору, наложение образов, превращение текста в сложный метафорический орнамент. Колганов также отмечает влияние поэзии Цветаевой, Мандельштама и Пастернака. Всё это, включая глубокую народность, восходящую к истокам национальной культуры, характерно и для стихов Алёны Басиловой:

В ранних своих стихах я шла от Иннокентия Анненского, Мандельштама, Пастернака. И я, уверяю вас, превратилась бы в эпигона кого-нибудь из них, если бы не русский фольклор. Он меня буквально спас. Меня поразила тайнопись русской фольклорной поэзии. Из поэтического фольклора меня больше всего интересовали разбойничья поэзия и поэзия плакальщиц. Ведь все мы двигались тогда, как в ночи. Благодаря фольклору я себя и нашла.

В возрасте 19 лет Алёне Басиловой удалось познакомиться в Поволжье с настоящей вопленицей (профессиональной плакальщицей), одной из последних представительниц этой древней традиции. Она восхитила её своей способностью входить в транс, свободой импровизации, ритмической организацией речи. Басилова добилась от Московской консерватории специальной командировки со звукозаписывающей аппаратурой, и это положило начало целой коллекции записей народных плачей Сибири, Северного края и других отдалённых районов.
Алёна Басилова экспериментировала с размерами, искала «свои» ритмы. Для её поэзии характерна изощренная метрика, в основе которой лежало отвращение к ямбу и хорею — классические размеры постоянно использовались сотнями поэтов, принятых в официальные писательские организации, и по этой причине воспринимались ей как мертвая догма, которую она стремилась разрушить. Неожиданным подспорьем для неё стали песни группы The Beatles, в которых один размер свободно перетекает в другой. Её поиски в области ритма беспокоили и возмущали руководителя переводческого семинара при Московской писательской организации Давида Самойлова, у которого она занималась, переводя с испанского по подстрочнику поэзию гаучо и Ашота Граши. Своеобразная манера напевной декламации с отбиванием ритма едва не помешала ей получить разрешение читать свои стихи на вечерах в ЦДЛ — члены комиссии при Союзе писателей назвали её «шаманкой» и уже было постановили разрешения не давать, но ситуацию спас председатель комиссии Егор Исаев, сказав, что выступление «шаманки» ему понравилось.

В 60-е годы я много читала по академическим институтам, в основном у физиков. На одном из таких выступлений в институте Петра Капицы я познакомилась с Александром Павловичем Квятковским, автором известного «Поэтического словаря». Он сказал, что мои стихи написаны редчайшими размерами. Так, он ни у кого перед этим не мог найти пример на шестидольник третий и был вынужден сам его написать. А у меня шестидольника третьего было сколько угодно. Он также утверждал, что в моих стихах нашел даже «тактовик шестиугольный», которым никто «не пользовался».

Как вспоминает Алёна Басилова, председатель КГБ Семичастный, любивший литературу, лично поставил вопрос перед руководством СП СССР: либо СМОГ заслуживает внимания как литературное явление и должен быть подключен к официальному литературному процессу, либо эта группа смутьянов не имеет отношения к литературе, и тогда с ней должно покончить его ведомство. Благоприятное решение вопроса на встрече смогистов с членами Союза писателей было сорвано в результате неожиданно злобного выступления Юнны Мориц и незаинтересованной позиции большинства. К 1967 году СМОГ прекратил свое существование. Для Алёны Басиловой путь к широкому читателю оказался закрыт. Книга стихов «Комедия греха» с предисловием Виктора Шкловского, подготовленная к печати, пролежала в издательстве «Советский писатель» 17 лет и бесследно исчезла (цифра в 26 лет, приводимая составителем сборника «Московская муза», неверна). Несколько отрывков из неё будут опубликованы в 1992 году в виде буклета на одном раскладном листе «рекламно-просветительным» импринтом Союза писателей СССР, к тому времени распавшейся и несуществующей организации. Этот листок остаётся единственным отдельным изданием стихов талантливейшей поэтессы «замолчанного поколения», рано прекратившей писать и не желавшей идти на компромиссы, необходимые для прохождения книг через цензуру, или обращаться за поддержкой в президиум комсомола, как рекомендовали знакомые: "<Андрей Вознесенский> настаивал, чтобы я записала адрес: «Пойдёшь в кабинет, стукнешь кулаком и скажешь: „Я что, не советская? Почему вы меня игнорируете, не даёте мне возможности печататься?“ Вот так можно повернуть ход событий». И чем страстнее он мне это рассказывал, тем больше я понимала, что я не советская и лучше мне никуда не лезть". Стихи Басиловой, как правило, с грубыми искажениями, печатались в «тамиздате» — в составе поэтического сборника, изданного на русском языке в Милане, в парижском эмигрантском журнале «Эхо» и др. На родине несколько её стихотворений входят в крупные антологии, начиная с 1990-х годов (и тоже не без серьезных искажений: так, «Розовый шут», посвященный Олегу Целкову, в сборнике «Самиздат века» обрывается на полуфразе).

## Публикации
- Альманах «Поэзия». — № 55. — 1990. — С. 165—168.
- Из поэмы «Комедия греха» // Дружба народов. № 10. 1991.
- Басилова, Алёна. Стихи из поэмы «Комедия греха». — М.: Рекламная библиотечка поэзии — Голос, 1992.
- Лики, клики, глюки Анатолия Тимофеевича Зверева / Сост. и авт. воспоминаний З. Н. Плавинская. — М.: Магазин искусства, 2003. — С. 24—25.
- Самиздат века / Сост. А. И. Стреляный, Г. В. Сапгир, В. С. Бахтин, Н. Г. Ордынский. — Минск — М.: Полифакт, 1997. — С. 483—484.
- Московская муза. XVII—XXI. Антология / Сост., вступит. ст. и биобиблиографич. справки Г. Д. Климовой. — М.: Московские учебники — СиДиПресс, 2004. — С. 275—277.
- Русские стихи 1950—2000 годов. Антология (первое приближение). Т. 2 / Сост. И. Ахметьев, Г. Лукомников, В. Орлов, А. Урицкий. — М.: Летний сад, 2010. — С. 137—138.

### Комментарии
1. ↑  Басилова жила на втором этаже.{{подст:АИ}}